# Caotica
Caotica è il secondo album della cantante italiana Silvia Salemi, pubblicato dall'etichetta discografica Sony nel 1997.

## Descrizione
Il disco contiene il brano A casa di Luca, che è stato presentato al Festival di Sanremo 1997 conquistando l'accesso alla sezione "Campioni".
L'artista ha partecipato alla stesura dei testi.
Nell'estate dello stesso anno, partecipa a Un disco per l'estate classificandosi al secondo posto con il brano Stai con me stanotte. Avviene così la ristampa dell'album Caotica che conterrà in più il brano Stai con me stanotte e la versione remix di A casa di Luca, mentre viene tolta dalla track list Danza caotica remix.
Sempre nel 1997 l'album è stato ristampato, sia su CD che audiocassetta con l'aggiunta di una traccia, il brano Stai con me stanotte, la sostituzione del remix di Danza caotica con quello di A casa di Luca e una conseguente diversa numerazione delle tracce. 

## Tracce
(Oltre La Musica, OLM 487345 2)
1. Danza caotica
2. Carlitos
3. A casa di Luca
4. Jimi in paradiso
5. C'è che c'è che c'è
6. Bellissimo viaggio
7. Mi stai su
8. The Big Generation
9. Il ritorno
10. Danza caotica (remix)

## Tracce ristampa
(Oltre La Musica, OLM 487345 9)
1. Stai con me stanotte – 4:05
2. Danza caotica – 4:05
3. Carlitos – 5:06
4. A casa di Luca – 4:01
5. Jimi in paradiso – 3:35
6. Il ritorno – 1:57
7. Mi stai su – 4:02
8. C'è che c'è che c'è – 4:00
9. Bellissimo viaggio – 4:09
10. The Big Generation – 5:00
11. A casa di Luca (remix Paul Mazzolini) – 5:16

Durata totale: 45:16

## Formazione
- Silvia Salemi - voce
- Massimo Fumanti - chitarra
- Beppe Basile - batteria
- Massimo Di Vecchio - pianoforte, programmazione, organo Hammond
- Marco Siniscalco - basso
- Bruno Manente - tastiera
- Maurizio Carta - pianoforte
- Alessandra Leardini - violoncello
- Stefania Del Prete, Paola Serafino, Claudia Arvati, Marilù Monreale, Marco D'Angelo, Antonella Marotta, Alessandro Coppola - cori